# Verkiezingen voor het Europees Parlement 2004/Kandidatenlijst/Partij voor het Noorden
Hieronder volgt de kandidatenlijst voor de Europese Parlementsverkiezingen 2004 van Partij voor het Noorden

## De lijst
1. Teun Jan Zanen
2. Jan van der Baan
3. Sanne Terpstra
4. Egbert Kruize
5. Robert Schliessler
6. Danny Hoekzema-Buist
7. Harm Schroor
8. Fleur Woudstra
9. Kerst Huisman
10. Geert Staats
11. Nico Zweerts de Jong
12. Jan Venekamp
13. Harmien van der Werff-Poort
14. Dorien Schoffelmeer
15. Loek van der Heide
16. Leendert van der Laan
17. Sabrina Jessen
18. Hilbert Koetsier
19. Ruud de Goede
20. Luit Gazendam
21. Marieke Stokkers
22. Ineke Rusch
23. Minne Everhardus
24. Aleid Brouwer
25. Henk Hoiting
26. Joop Borgman
27. Reinder Hoekzema
28. Tjeerd Oliemans
29. Lieuwe Terpstra
30. Jan Uitham